# Pensamiento de Blas Infante
El pensamiento político de Blas Infante trata sobre los factores que construyen a Andalucía como nacionalidad histórica dentro de España.

## Libre mercado
Para Blas Infante el andalucismo tendría el libre cambio como regla, en contradicción con los nacionalismos proteccionistas. Para él, la libertad de mercado se excusa en que esa es la aspiración del pueblo andaluz porque históricamente ha sido universalista, comerciante y marítimo. Escribió:

El libre cambio como regla en contradicción con los nacionalismos proteccionistas, son las nuevas palabras que vienen a traducir la aspiración constante de un pueblo universalista, comerciante y marítimo o navegante, cual ningún otro, durante sus periodos de libertad

## Regeneracionismo
Blas Infante estaba también fuertemente influenciado por el pensamiento del regeneracionista Joaquín Costa, que adaptó al caso de Andalucía. Considerando prioritaria la preocupación andaluza, defendía también una regeneración española, guiada por "hombres nuevos" que fuesen capaces de terminar con la opresión que tenía el pueblo por parte de oligarcas y caciques.

## Andalucía y España
El pensamiento de Blas Infante está claramente influenciado por posturas románticas, sobre todo con respecto a Al-Ándalus. Su visión de Al-Ándalus se basa, sobre todo, en la obra Historia de los musulmanes de España del arabista Reinhart Dozy.
Su visión de la llegada de los musulmanes a la Hispania visigoda en el siglo VIII, dada en La verdad sobre el complot de Tablada y el Estado libre de Andalucía (1931), es la siguiente:

la pretendida invasión árabe no fue sino una conversión cultural de los hispano-romanos andaluces de los siglos VII y VIII, civilizados y sabios, que se negaron a la influencia bárbara del Norte europeo y pidieron ayuda a los vecinos musulmanes [...] Legiones generosas corren el litoral africano predicando la unidad de Dios. Andalucía les llama. Ellos recelan. Vienen. Reconocen la tierra y encuentran un pueblo culto atropellado, ansioso de liberación. Acude entonces Tarik -14 000 hombres solamente-. Pero Andalucía se levanta a su favor. Antes de un año, con el solo esfuerzo de Muza -20 000 hombres- puede llegar a operarse por esta causa la conquista de España. Concluye el régimen feudalista germano.

Aparte del califato de Córdoba, desintegrado en el siglo XI, otros referentes de Infante son la Junta Suprema de Andújar de 1835 y la Constitución de Antequera de 1883, de la que se declaró heredero. En su libro La verdad sobre el complot de Tablada y el Estado libre de Andalucía (1931) dirá:

nosotros no tenemos, por ahora, otras denominaciones que las de «República Andaluza o Estado libre o autónomo de Andalucía», para llegar a expresar aquella «Andalucía Soberana, constituida en Democracia Republicana», que dice el artículo primero de la Constitución elaborada para Andalucía, por la Asamblea de Antequera, hace medio siglo, en 1883. (Nuestro Centro Andaluz de Córdoba, editó esa Constitución, reimprimiéndola en el año 1919).

Algunos grupos andalucistas consideran a Blas Infante soberanista.
Blas Infante reivindica Tartessos, la Bética y Al-Ándalus. Para el historiador Américo Castro, lo hispanorromano residía en la península controlada por los musulmanes. Los mozárabes conservaban el término "Hispanicus". Según Castro, entre los siglos IX y XI se llamaba España a la zona musulmana de la península, mientras que para los territorios cristianos se utilizaban las palabras León y Castilla.
Otro elemento histórico que mereció comentarios de Infante fue la conspiración del duque de Medina Sidonia y del marqués de Ayamonte para independizar Andalucía en el siglo XVII. En su obra Ideal andaluz, escrita en 1914 y publicada en 1915, dice así:

Un escrito de aquellos tiempos en que Portugal se separaba del resto de la nación y se proclamaba en Sevilla, por medio de pasquines, "¡Viva el rey don Juan y abajo los malos gobiernos!", dice así: "Andalucía no puede andar, tiene necesidad de levantarse como sus vecinos (los portugueses)" [...] La conspiración para alzar como rey de esta región al capitán general de Andalucía y del mar Océano, el duque de Medina Sidonia, no fue debida exclusivamente a la ambición de un magnate poderoso, sino que, principalmente, a los agobios de aquel régimen insoportable que "traía trabajadas y descontentas a muchas casas de Andalucía", como lo demuestra el desasosiego general encontrado por el enviado del conde-duque de Olivares.

En La verdad sobre el complot de Tablada y el Estado libre de Andalucía, fechado entre el 21 de julio y el 29 de agosto de 1931, continúa hablando de esta conspiración diciendo que el duque de Medina Sidonia se hubiera proclamado rey de Andalucía Occidental y un morisco rey de Andalucía Oriental:

[...] los conspiradores SEGÚN PRUEBAN LOS ARCHIVOS MORISCOS Y SILENCIAN LAS HISTORIAS ESPAÑOLAS (HISTORIAS ASIMILISTAS), protegidos por Portugal, Holanda, Inglaterra y Francia, PUSIÉRONSE EN RELACIÓN CON UN CABALLERO MORISCO, CRISTIANO APARENTE, EL CUAL CABALLERO HABITABA EN LA SIERRA DE GÁDOR (ALMERÍA) Y ERA DESCENDIENTE DE MOHAMED VIII DE GRANADA. ESTE CABALLERO, CUYO NOMBRE FUE TAIR-EL-HORR, ASUMIÓ LA EMPRESA DE PROCLAMARSE REY DE LA ANDALUCÍA ORIENTAL CON EL APOYO DE LOS ALIADOS Y EL ESPECIAL DEL EMPERADOR DE MARRUECOS, QUIEN PUSO A SUS ÓRDENES UN EJÉRCITO COMPUESTO ESPECIALMENTE POR ANDALUCES MUSULMANES DESTERRADOS EN BERBERÍA; al mismo tiempo, que LOS JUDÍOS ANDALUCES CONTRIBUÍAN A FINANCIAR LA EMPRESA DEL DUQUE Y DE TAIR. POR CIERTO QUE EL HORR (EL HALCÓN), EL ÚLTIMO MORISCO ANDALUZ REBELDE, FUE ASESINADO MISTERIOSAMENTE EN LOS CAMPOS DE ESTEPONA, CUANDO EN AQUELLA COSTA ESPERABA LA LLEGADA DE LAS TROPAS ANDALUZAS DE MARRUECOS: SEGURAMENTE, POR INSPIRACIÓN DEL CONDE-DUQUE DE OLIVARES, enterado de la conspiración, Y POR LA TRAICIÓN DEL DE MEDINA.

Infante volvió a tratar la conspiración del duque de Medina Sidonia en su manuscrito AAX, escrito probablemente entre 1930 y 1932.
Blas Infante insiste en el concepto a-histórico de Andalucía, indicando que el concepto mismo de Andalucía es anterior e independiente al de Historia. Dice que la cultura del "vaso campaniforme" fue creada en Andalucía y ella la irradió por la Europa Central y que la primera cultura histórica que fue creada también es la de Andalucía, porque es la cultura de Tartessos. El regionalismo andaluz no es, realmente, obra de alguien, sino que es algo que ha surgido de forma natural en la Historia de Andalucía.
El 16 de junio de 1917 Blas Infante dio un discurso en el Centro Andaluz de Sevilla en el que dijo que la libertad de los municipios y de la región era fundamental para conseguir la liberación de la tierra. También dijo que abogaba por una república federal, en la línea de Francisco Pi y Margall.
En el documento ADD 1-2 passim Infante habla de la federación española:

¿Nos debemos alegrar de la muerte de España? Sí y no. Sí, porque la España tradicional opondrá menos obstáculos positivos a la creación del patriotismo nuevo. No, porque se necesita que esa sombra de España exista para evitar la disgregación que imposibilite la federación. La labor que realiza el Centro Andaluz es la de la creación de ese patriotismo y de Iberia. Tal vez, la creación de un gran partido republicano [...] Claro es que estas fuerzas para ser fecundas habrán de estar animadas por las esencias de Pi y Margall.

Para él, Andalucía podría ser libre como Estado federado o confederado. En su escrito AAX 2ª 10 dice:

No tuve inconveniente en proclamar en Ideal andaluz que a las denominadas regiones españolas creadoras de distintos tipos deben reconocérseles su libertad de un superestado español

En 1919 fue uno de los firmantes del Manifiesto de Córdoba, en el que se habla de una unidad de España solamente si se articulaba en una federación hispánica:

Sentimos llegar la hora suprema en que habrá que consumarse definitivamente el acabamiento de la vieja España [...] Declarémonos separatistas de este Estado que, con relación a individuos y pueblos, conculca sin freno los fueros de la justicia y del interés y, sobre todo, los sagrados fueros de la Libertad; de este Estado que nos descalifica ante nuestra propia conciencia y ante la conciencia de los Pueblos extranjeros [...] Ya no vale resguardar sus miserables intereses con el escudo de la solidaridad o la unidad, que dicen nacional. [...] Andalucía es una nacionalidad porque una común necesidad invita a todos su hijos a luchar juntos por su común redención. [...] sed el pueblo más eficiente en los Estados Unidos de España. Sea vuestro grito de combate y de victoria: ¡Por Andalucía, por España y la Humanidad!.
Manifiesto de Córdoba

En el Manifiesto de Córdoba se pone como ejemplos a seguir la Confederación Suiza, la federación alemana, la federación rusa y los Estados Unidos de América.
El nacionalismo andaluz fue rechazado como opción política o como organización. La alta burguesía lo rechazaba por encontrarse centrada en el republicanismo y las organizaciones proletarias marxistas y anarquistas lo rechazaban por ser más internacionalistas.
Para evitar que el nacionalismo andaluz ensimismara al pueblo Blas Infante dijo que se trataba de un nacionalismo antinacionalista o antirregionalista. En el sentido de que habían de repugnarle los exclusivismos económicos y políticos. De ahí el lema "Andalucía por sí para España y la humanidad".
Blas Infante dedicaba tiempo a especificar que el nacionalismo andaluz no quería ser una nación independentista sino estar dentro de España. En La verdad sobre el complot de Tablada y el Estado libre de Andalucía, publicado a finales de 1931, Blas Infante escribió:

Andalucía no puede ni podrá llegar a ser jamás separatista de España. La razón es obvia, ella es, y será siempre, la esencia de España.

Que Andalucía es la esencia de España era algo que había afirmado Abel Gudra en el Congreso Insurreccional de los Pueblos de Oriente en Nueva Delhi de 1930.
Con base en esto, Andalucía no podría albergar un nacionalismo de tipo exclusivista, porque además esto iría en contra del lema "Andalucía, por sí para España y la humanidad". Esto representa un ideal y una validez de "lo andaluz", que no se agota en la propia región andaluza, sino que se expande y se exporta, en primer lugar a España, y en segundo lugar al resto del mundo, sobre todo a Europa y a América.
Infante afirmó en su libro de 1931 que le repugnaban los conceptos de nacionalismo y regionalismo y que solo los aceptó por conveniencia en determinadas circunstancias.

Siempre nos repugnaron estos nombres de nacionalismo y regionalismo. Hubimos de aceptar el último por conveniencia circunstancial. Hoy, apenas hubieron de desaparecer aquellas circunstancias, fue sustituido ese nombre por el más exacto de "Liberalista"

En el Ideal andaluz Infante considera la división administrativa en provincias como fraccionadora de la unidad de las regiones y añade:

no obstante, Andalucía ha sido reconocida siempre como unidad comprensiva de sus ocho provincias o de sus cuatro reinos, por todas las demás regiones, no obstante ciertos proyectos de organización artificiosa.

En el documento ADS, de 1933, afirmó:

La región es una realidad indiscutible. La provincia, un artificio de origen asimilista.

En La verdad sobre el complot de Tablada y el Estado libre de Andalucía dirá:

Casi todas las capitales provinciales andaluzas han sido cabezas de reinos durante Al-Ándalus

Blas Infante reconoce la variedad dentro de la propia Andalucía. En el Ideal andaluz escribió:

No quiero decir que las provincias andaluzas tengan un mismo espíritu [...] Indudablemente, existen diferencias entre las distintas comarcas de Andalucía [...] Pero no es suficiente para fundamentar una radical distinción [...] El carácter andaluz, no es, por tanto, privativo de una provincia andaluza, sino de todas ellas aunque en cada una, como es lógico, resalten particulares modalidades [...] Al fraccionar la unidad indivisa regional, solo se llegaría a instituir una división artificial.

Según la profesora Maribel Parra, Infante no siguió con el "principio de las nacionalidades" (que había sido esgrimido, entre otros, por Wilson en sus 14 puntos en 1918) que había influido en el Manifiesto de la Nacionalidad de Córdoba de 1919 y abrazó en la década de 1930 un "principio de las culturas", diferenciándose del arabismo colonialista de Costa y de la tradición románico-gótica que sustentaba el federalismo de Pi y Margall.
El 19 de junio de 1931 (según un artículo del Diario de Córdoba del 20 de junio de 1931) terminó un acto en el Gran Teatro de Córdoba diciendo "Andalucía por sí para la Humanidad" (sin mencionar a España), alegando que si las cortes constituyentes no hacían caso de las reivindicaciones políticas y económicas de Andalucía, la región proclamaría la república constituyendo el Estado andaluz.
Blas Infante era muy crítico con la II República. Escribió:

El otro día me decía un obrero reaccionando contra el realismo primitivista gubernamental: "A mi me da igual que un guardia civil me pegue un tiro en nombre de la monarquía que de la república". Y el hambre, la terrible hambre jornalera, esta es más amarga siendo republicana que monárquica, porque además de ser hambre de pan, es hambre de esperanza defraudada por la república.

En su manuscrito AAX 2ª 9 habla de la voluntad de los pueblos.

Ante todo y sobre todo, respeto la voluntad de los núcleos humanos que aspiran a regir por sí su propio desenvolvimiento. La expresión de esa voluntad es el supremo valor fundamental originario [...] El Estado no tiene derecho a contradecir las voluntades de núcleos interiores que, dentro del territorio nacional, surjan aspirantes a una vida independiente.

Para Infante, los estados que se niegan a reconocer los derechos de los pueblos sobre los que se imponen son antiguos imperios resistiéndose a un ocaso. España sería uno de estos casos. En su manuscrito AAX 2ª 12 dijo:

¡España! Pero ¿qué es España? ¿Cómo llegó a ser España? ¿Cuál es la ley de formación de los imperios de los que España es un caso típico? Esa ley es la absorción, el sectarismo, la conciencia sectaria excluyente de las demás conciencias y de las verdades distintas [...] y de los derechos a cada una correspondientes.

Infante también tuvo en cuenta la situación de Castilla, con la derrota de los comuneros en el siglo XVI y los escritos de Julio Senador Gómez y la Asamblea de Diputaciones Provinciales Castellanas en el siglo XX. Trata el tema castellano en 34 ocasiones en sus escritos no publicados y en el Ideal andaluz dirá:

Castilla ha tenido la desgracia de ser antes esclavizada y elegida por los Austrias como asiento de su poder [...] Castilla, de la cual por su situación y papel en la Historia, habría que aguardar la defensa más entusiasta del centralismo, se recoge en sí misma y opone la fuerza de su unidad regional a la que desarrollan las demás unidades regionales.

## Tierra
En la década de 1910 Blas Infante conoció y defendió las ideas agrorreformadoras de Henry George, que se basaban en los siguientes puntos:

1º Los hombres tienen iguales derechos al uso de la tierra y cualquier convenio que niegue este uso es moralmente ilícito; 2º Si bien negamos el derecho a la propiedad privada de la tierra, afirmamos el derecho a la posesión privada de la misma como medio para asegurar el derecho de propiedad en las cosas producidas por el trabajo; 3º Se tomará para la comunidad el valor que adquiere la tierra mediante un impuesto único, por el crecimiento de la propia comunidad.

Para Blas Infante, la conquista castellana de Andalucía hizo que su tierra quedara distribuida en grandes porciones por los capitanes de las huestes conquistadoras, que no amaban la labranza. Argumenta que los pueblos rurales quedaron ahí, con los verdaderos andaluces, mientras que las ciudades se llenaban de gente extraña. Por tanto, con la reconquista, Andalucía no se fue, sino que quedó en los pueblos esclavizada "en su propio solar".
Para él, la palabra flamenco viene del árabe felah-mengus, que significa "campesino errante".
Su obra está condicionada por la situación del jornalero andaluz, que conoció ya desde su infancia en Casares y Archidona, como menciona en el Ideal andaluz (1915). En agosto de 1923 escribió al ministro de Hacienda que la miseria del campesino andaluz era ya conocida internacionalmente:

El escándalo de la existencia miserable de los jornaleros o labradores sin tierra, en Andalucía, a merced de los caciques territoriales y políticos, ha traspasado ya la frontera. En todos los países, se compadece ya su situación expresada por los relatos de Dauzat, de Marvaud, de Malhall, quien asegura que no existe condición comparable por lo triste, a la del jornalero andaluz. Nosotros, nada aguardamos de España ya. Nada de sus políticos. Y, en este caso concreto, tenemos la seguridad de que las pretensiones de los caciques territoriales se realizarán, de que los trabajos catastrales serán como los caciques quieren que sean.

Dentro de su ideal revolucionario había algo central: la "liberación de la tierra", que para él se conseguiría con la realización de la reforma agraria. Esto era demandado por él, quizás no tanto por coincidir en su demanda con la de algunos grupos marxistas, sino porque él consideraba muy necesaria su realización. Es decir, por el concepto en sí de la reforma agraria, que podía realizarse en Andalucía o en otro lugar que también lo precisara.

## Europa
En el Ideal andaluz (1915) Blas Infante habla de limitar la europeización:

El proceso denominado de europeización ha de circunscribirse a dotar a España de la civilización de Europa (o, por mejor decir, de los pueblos más civilizados del mundo, pues ya la hegemonía escapa de las manos de Europa), pero solo en cuanto suponga elementos de fuerza indispensables para la realización del Ideal humano

En el documento ADH 16, Infante escribió que España había sido un instrumento de Europa contra Andalucía, con un especial papel de Francia. Y es que, según Américo Castro:

Los andalusíes llamaban "infranyi", "francos" a los francos, catalanes, aragoneses y navarros [...] porque estaban respaldados por un occidentalismo importado casi totalmente por Francia entre los siglos XI y XII.

En 1931, ante los comienzos de la II República, Infante expresó en el documento AAN 8:

España va siendo cada vez más un país libre, tolerante o comprensivo. Tenemos la seguridad de que las nuevas generaciones de españoles optarán por las nobles rectificaciones desengañados, conscientes de aquel triste juego de la historia por el que fueron instrumento de Europa contra nosotros.

En el prólogo de su obra La verdad sobre el complot de Tablada y el Estado libre de Andalucía (1931) dice:

Trabajamos por Andalucía, esencia de España y último baluarte de ella que Europa conquistó valiéndose del instrumento del resto europeizado de España

Infante, en esta misma obra, escribe en contra de lo que viene de Europa:

¡Europa! Europa tiene una clave. Europa llegó a definir su historia [...] en la concepción de un método, que fue el de Descartes [...] es el que está vigente hoy, en la calle, con el triunfo del industrialismo [...] Es el inútil, el método separado de todo poder de emoción; las facultades creadoras, desintegradas de sus correspondientes afectivas. [...] Europa es su método, traición al sentimiento que alcanza a culminar [...] en el Robot. [...] Para su teorética sólo existe una facultad de conocer que es la razón, porque creen que ella sola es la sola facultad de poder, en los dominios animales. Y sólo un instinto orientador: el de rapacidad [...] Al sentimiento, el europeo le llama sensiblería, experimento de debilidad; y a la intuición anticipadora, locura de profetas. [...] No, nosotros no queremos ser solamente europeos [...] Nosotros queremos la facultad creadora de la técnica animada [...] por el pensamiento hecho sentir, hecho entusiasmo. Nosotros no comprendemos la vida sin el entusiasmo, sin la alegría; y la alegría; y la alegría para nosotros está en experimentar la sensación natural correspondiente a las cosas, tal como ellas son [...] en su ordenación cósmica. [...] ¡Europa no; Andalucía!. Europa es por su método. La especialización que convierte al individuo en pieza de máquina. Andalucía por el suyo, es la integridad que apercibe el individuo como un mundo completo ordenado al mundo creador. Europa, es el individuo para la masa. Andalucía, el individuo para la humanidad. Europa es el feudalismo territorial e industrial, Andalucía, el individualismo libertario que siente el comunismo humano, evolutivo, único comunismo indestructible por ser natural [...] aquel que tiene un alma en la aspiración, que cada individuo llegue en sí a intensificar, de crear por sí, pero no para sí, sino para dárselo a los demás. Ese único comunismo posible que no puede llegar a crearse por artificio maquinista, sino por la alegría y por el espíritu que la alegría viene a crear. Europa es el empaque dominador megalómano, rabiosamente utilitario.

Blas Infante argumenta que Europa es un proyecto fracasado y que el grito de "Andalucía libre" debería ser también el de "España libre de Europa". El proyecto es que España deje de ser lo que dicen que es, "la cola de Europa", para ser lo que realmente es, un pequeño continente original, rico en esencias, que se libere de proyectos de "colonización" del continente europeo, que, para Blas Infante, es distinto, fracasado y bárbaro. Argumenta que hay zonas de España, como Cataluña, que sí son más Europa que Andalucía, pero que no es el caso de los andaluces, a los que considera síntesis armónicas de hombres, euro-africanos, euro-orientales y hombres universalistas.
Blas Infante dice que experimenta una gran alegría cuando sale de las normas europeas, que compara con una cárcel.
En 1934 escribió una carta al presidente de la Generalidad de Cataluña, Lluis Companys, en la que decía:

Para que España sea España, se precisa que, dentro de ella, aliente un genio o un pueblo que, por ser diferente de Europa, evite la absorción de España por la Europa siempre uniformista, activista siempre, asimilista.

## Educación
A Infante le preocupaba la incultura del campesinado. Escribió:

Y ya tenemos al campesino andaluz, nutriendo su organismo con el clásico gazpacho; viviendo en míseras covachas, alimentando a una familia numerosa con el jornal de treinta cuartos, y, totalmente, analfabeto, cuando no tiene la inteligencia atrofiada por la virtud de la bárbara pedagogía.

Consideraba a la cultura como una vía para la liberación popular. Añadió:

La libertad de los campos y la cultura llevada al campo como impulso primario de liberación.

En el Ideal andaluz (1915) incluye un programa de cuatro puntos para la regeneración de Andalucía. En este programa incluye la necesidad de:

Encender los cerebros apagados mediante una acción pedagógica, intensa y adecuada

En el apartado séptimo de su programa electoral de 1931 incluye lo siguiente:

libertad de enseñanza, conforme a la tradición cultural andaluza. Creación de la Escuela Obrera Andaluza.

Infante, por influencia libertaria, establecía la libertad absoluta de enseñanza y circunscribía el papel del Estado en la educación a aportar infraestructuras educativas y bibliotecas.
Quería dotar de libertad absoluta a los centros de enseñanza. También deseaba que la instrucción fuese gratuita en todos sus grados y que la enseñanza fuese obligatoria, so pena de severas sanciones.
También habla de reservar, junto a los núcleos urbanos, tierras para ser destinadas a escuelas agrarias y jardines de obreros, como extensiones experimentales de la instrucción pública.
Sobre el contenido de la enseñanza, quería crear en cada cabeza de partido andaluz escuelas de artes, agricultura e ingeniería. Pensaba que el conocimiento debía adaptarse a las necesidades de la región.
Blas Infante estaba a favor de una educación con influencia libertaria. Escribió:

Centros de preparación cultural y de investigación científica, con profesores contratados. Supresión de exámenes y sustitución de los mismos, por certificados de asistencia. Ejercicio libre de la enseñanza y sin necesidad de títulos y ejercicio libre de profesiones, y discernimiento por el pueblo con su reconocimiento práctico de las verdaderas capacidades. Enseñanza en todos sus grados absolutamente gratuita, con la obligación para las empresas industriales y comerciales de compensar con horas de trabajo extraordinarias, las ordinarias que necesitarán los estudiantes para la asistencia a las clases.

Hacía hincapié en la educación de adultos. Lo expresaba del siguiente modo:

No voy a pedir escuelas para sus hijos, sino educación para sus padres. La obra de la educación no se fomenta con escuelas, sino con maestros. Las estadísticas lo demuestran. Cada niño necesita un maestro. La Naturaleza ha provisto de un maestro a cada uno: el padre. Mientras que no se acometa la empresa de educar a una generación de padres, no se difundirá por España la instrucción y la cultura.

Para Infante, toda vida encierra una capacidad creativa. En su obra La dictadura pedagógica (1921) creó el concepto "metempsicosis" para expresar la continuidad, a través de los hijos, de la vida de los padres. Para él, España no se preocupaba por esto. El primer obstáculo para revitalizar al pueblo, sumido en el subdesarrollo en todos los ámbitos de su existencia, serían los usos y modos productores de un estatus social y económico, que son transferidos por los padres a los hijos.
El uso del término "dictadura" en su obra La dictadura pedagógica es explicado por Infante del siguiente modo: los romanos recurrían a la dictadura ante la necesidad grave y urgente motivada por un peligro para la República. En su momento, Infante consideraba que estábamos sometidos a un gran peligro:

La Humanidad está sometida en estos instantes a la inminencia de un gran peligro: los ideales religiosos y la moral de las antiguas Eras murieron. [...] Los Tiempos Nuevos destruyeron la choza sin edificar el palacio, y los hombres se encuentran a la intemperie.

Infante habla de hombres con capacidad de elegir mediante el conocimiento:

Hombres que hagan el oficio de jardineros y seleccionadores de toda especie de flores y de tipos de animales. Es lo que necesita el homo sapiens. Esto es, hombres que por el conocimiento de las leyes naturales, sepan operar la selección. Es decir, dictadores pedagógicos.

En su obra Motamid, último rey de Sevilla (1920) se dedica a describir una corte donde los saberes instrumentales son poseídos por todos sus miembros. Infante reclamaba lo siguiente:

Gobernantes que sean Maestros: Estado que sea Escuela. Política que sea arte de Educación. Platón nos dio desde la antigüedad la fórmula.

Blas Infante quiere una sociedad regida por los mejores. También rechaza la teoría de la bondad innata de Rousseau.
Habla de una dictadura con educadores que aspiren a ayudar a los ciudadanos y que esperen recibir de estos, al tiempo que define el comunismo como una aspiración a dar para el crecimiento del ser humano. Para llegar a este ideal comunista es necesario que haya casi tantos pedagogos como niños.
Blas Infante habla de la dictadura pedagógica como algo revolucionario:

Dictadura pedagógica, revolucionaria que tenga por fin la creación humana, concepto uno con el de felicidad de los hombres. Esto es aumentar las riquezas de su espíritu, y el poder para liberarlas.

También habla de realizar una revolución política paralela que acabe contra el régimen capitalista trabajando con el espíritu de los hombres:

Revolución a todo trance contra el régimen capitalista; pero revolución no formal, no legislativa, o burocrática, sino revolución honda, esencial o fundamental del espíritu de los hombres [...] Hasta que cada hombre no sea una efusión para la vida y para el fin vital; no existirá, pese a todas las revoluciones, la verdadera sociedad comunista.

## Otras disertaciones
Demostró una gran sensibilidad hacia el bienestar animal.

## En el franquismo
Durante el franquismo se impuso el silencio sobre Blas Infante y el andalucismo, con algunas excepciones. En la obra Andalucía en el fiel (1952) de José María Osuna se recoge la explicación de Infante sobre el vocablo "flamenco". En la obra Andalucismo africano (1953) de Rodolfo Gil Benumeya también se habla de Blas Infante. Sin embargo, ambas alusiones no tuvieron ninguna influencia.
En 1971 José María Osuna escribió un artículo en ABC donde se aborda el tema de Blas Infante. Se menciona su libro Ideal andaluz (1915) como una obra meditada "que llega al fondo de los problemas de una región agredida por los peores tópicos" y que es "como una biografía apasionada de nuestra región". Sobre Infante, el artículo dice que se preocupó por Andalucía, que luchó y trabajó por ella y que "murió en 1936 en uno de los avatares dramáticos del comienzo de nuestra guerra".
En 1973 José María Osuna escribió el libro La novena provincia andaluza. El título hace referencia a los andaluces que vivían en los alrededores de Barcelona y en la comarca del Vallés. En el capítulo Tres escritores andaluces que son cuatro dedica varias páginas a Infante, diciendo que "no era en realidad un literato. Más bien sociólogo, orador, periodista, hombre de leyes, pero sobre todas las demás cosas, Infante era la pasión por Andalucía".
En 1974 José María Osuna escribió Aproximación a Blas Infante y al andalucismo, que solo pudo publicarse entre sus obras completas en 1987.
En septiembre de 1974 apareció la revista mensual La ilustración regional. Ese año se publicaron en la revista dos cartas de E. Lemos  Ortega y de J. Álvarez Ossorio, compañeros de Blas Infante en el movimiento andalucista, donde hablaban del georgismo, el andalucismo y Blas Infante. En junio de 1975 apareció en esta revista un ensayo de J. A. Lacomba titulado Sobre Andalucía y el regionalismo andaluz.
En julio de 1975 J. A. Lacomba publicó, en un documento sobre Poder andaluz de la revista Mundo, el trabajo titulado Un regionalismo con historia.

## Críticas
Hace referencia a lo castellano como algo que viene "de fuera", desplazando a los moriscos a los campos, y que en esos campos es donde está el verdadero andaluz. Sin embargo, el nombre completo de Blas Infante es Blas Infante Pérez de Vargas, siendo Pérez de Vargas un apellido castellano y siendo, casualmente, la casa Pérez de Vargas, participante en la historia de la Reconquista y repoblación de Andalucía.
Hace referencia a lo Andaluz como heredero de Tartessos, que ocupó Huelva, Cádiz y Sevilla, sin embargo, en otras regiones de Andalucía, como Almería, no existió la cultura tartésica sino las culturas de los Millares y el Argar.
Blas Infante mostraba gran simpatía por el islam. La tendencia islamizante del andalucismo liderado por Infante dio lugar a desacuerdos con andalucistas granadinos. Las sospechas de islamismo provocaron un incidente en Portugal, que él mismo narra en La verdad sobre el complot de Tablada y el Estado libre de Andalucía (1931):

La Cámara Municipal de la bellísima ciudad de Silves, dedicó, a mi instancia, un homenaje a Al Motamid, el gran poeta y rey de Sevilla, quien cantó en inmortales poemas la atracción que sobre su espíritu excelso, verdaderamente regio, ejercía el encanto de la estupenda ciudad algarbí. Pues los periódicos retrógrados de Lisboa, emprendieron una activa campaña; y, después de haber llegado a estar fijada la fecha del homenaje; de manufacturadas las lápidas, cuya colocación, en lugares adecuados, servirían de motivo al acto, y aun de invitadas las representaciones intelectuales andaluzas, que al mismo se disponían a asistir, dieron a través, como se decía antes, con la fiesta; y ésta no se llegó a celebrar, porque «o senhor Blaz Infante era um islamita» (?) y de lo que se trataba era de plantar la Media Luna rematando la torre de la Catedral de Silves; y hasta los cabritenses (nombre que tomaron los opositores a la fiesta, del iniciador de la campaña, señor Cabrita, en A Voz, de Lisboa), arremetieron contra los motamides (los portugueses partidarios de su celebración), acusándoles de querer ¡resucitar las guerras entre moros y cristianos!, e invocando, con un criterio aljubarrotista, los sospechosos orígenes de la iniciativa, porque, como «diz o velho ditado portugués: De Hespanha nem bom vento nem bom casamento»

La visión de Infante sobre la llegada de los musulmanes a Hispania en el siglo VIII recuerda a la obra Los árabes jamás invadieron España (1969), de Ignacio Olagüe. No obstante, Olagüe empezó a publicar sus teorías en 1938, por lo que es imposible que hubieran influido en Infante. Esta obra, calificada por el islamólogo Emilio González Ferrín como "quimérica", fue replicada por un artículo de Pierre Guichard titulado Los árabes sí que invadieron España. Las estructuras sociales de la España musulmana (2011).
Cuando la editorial andaluza Plurabelle publicó una edición ampliada de la citada obra de Olagüe, con el título La revolución islámica en Occidente, sacó un folleto publicitándola diciendo que se trataba de una obra:

que no debe faltar en la biblioteca del interesado por la historia y ha sido desde su aparición el pilar base del nacionalismo andaluz junto a la obra de Blas Infante

Por su parte, Pierre Guichard escribió que lo que se quiere presentar es:

Una historia sin ruptura, en que la civilización hispano-musulmana aparece como el fruto de una evolución interna más que como un fenómeno impuesto desde el exterior, en el marco de una historia «nacional» de la que se habría eliminado en la medida de lo posible el escándalo que representa la «violación» de España por los guerreros de Taric y Muza